# Open Castilla y León
L'Open Castilla y León è un torneo professionistico di tennis giocato sul cemento, che fa parte dell'ATP Challenger Tour e dell'ITF Women's Circuit. Si gioca annualmente all'Open Tennis Villa de El Espinar di Segovia in Spagna dal 1986. I primi cinque anni fu organizzato dalla Federtennis spagnola. Nel 1991 entrò a far parte del circuito Challenger, mentre i tornei femminili dell'ITF iniziarono nel 2015. Nel 2020 non venne disputato per la pandemia di Coronavirus
Diversi giocatori hanno vinto il torneo due volte, sia nel singolare che nel doppio, maschile e femminile, ma solo uno, Rodolphe Gilbert, li ha vinti consecutivamente (1994, 1995) e in entrambe le discipline.

## Albo d'oro

### Legenda
| Challenger e ITF |
| Evento locale    |

### Singolare maschile
| Anno | Campione                              | Finalista                             | Punteggio                             |
| ---- | ------------------------------------- | ------------------------------------- | ------------------------------------- |
| 2025 | George Loffhagen                      | Nicolás Álvarez Varona                | 7–6(4), 6(4)–7, 6–4                   |
| 2024 | Antoine Escoffier                     | Álex Martínez                         | 6–3, 2–6, 6–3                         |
| 2023 | Pablo Llamas Ruiz                     | Antoine Escoffier                     | 7–6(9), 7–6(5)                        |
| 2022 | Hugo Grenier                          | Constant Lestienne                    | 7–5, 6–3                              |
| 2021 | Benjamin Bonzi                        | Tim van Rijthoven                     | 7–6(10), 3–6, 6–4                     |
| 2020 | Annullato per pandemia di Coronavirus | Annullato per pandemia di Coronavirus | Annullato per pandemia di Coronavirus |
| 2019 | Nicola Kuhn                           | Pavel Kotov                           | 6–2, 7–6(4)                           |
| 2018 | Ugo Humbert                           | Adrián Menéndez Maceiras              | 6–3, 6–4                              |
| 2017 | Jaume Munar                           | Alex de Minaur                        | 6–3, 6–4                              |
| 2016 | Luca Vanni                            | Illja Marčenko                        | 6–4, 3–6, 6–3                         |
| 2015 | Evgenij Donskoj (2)                   | Marco Chiudinelli                     | 7–6(2), 6–3                           |
| 2014 | Adrian Mannarino                      | Adrián Menéndez Maceiras              | 6–3, 6–0                              |
| 2013 | Pablo Carreño Busta                   | Albano Olivetti                       | 6–4, 7–6(2)                           |
| 2012 | Evgenij Donskoj (1)                   | Albano Olivetti                       | 6–1, 7–6(11)                          |
| 2011 | Karol Beck                            | Grégoire Burquier                     | 6–4, 7–6(4)                           |
| 2010 | Daniel Gimeno Traver                  | Adrian Mannarino                      | 6–4, 7–6(2)                           |
| 2009 | Feliciano López                       | Adrian Mannarino                      | 6–3, 6–4                              |
| 2008 | Serhij Stachovs'kyj                   | Thiago Alves                          | 7–5, 7–6(4)                           |
| 2007 | Fernando Verdasco                     | Alun Jones                            | 6–2, 6–4                              |
| 2006 | Juan Martín del Potro                 | Benjamin Becker                       | 6–4, 5–7, 6–4                         |
| 2005 | Michael Berrer                        | Wang Yeu-tzuoo                        | 7–5, 6(6)–7, 6–1                      |
| 2004 | Paul-Henri Mathieu                    | Nicolas Mahut                         | 6(4)–7, 6–4, 6–4                      |
| 2003 | Rafael Nadal                          | Tomáš Zíb                             | 6–2, 7–6(1)                           |
| 2002 | Olivier Mutis                         | Fernando Verdasco                     | 6–4, 6–2                              |
| 2001 | Juan Ignacio Chela                    | Oleg Ogorodov                         | 6–2, 6–3                              |
| 2000 | Sergi Bruguera                        | Jan Siemerink                         | 5–7, 6–3, 6–0                         |
| 1999 | Cyril Saulnier                        | Sergi Bruguera                        | 6–4, 7–5                              |
| 1998 | Radek Štěpánek                        | Alex Rădulescu                        | 7–5, 7–5                              |
| 1997 | Jordi Burillo                         | Nicolas Escudé                        | 6–3, 2–1 ritiro                       |
| 1996 | Jérôme Golmard                        | Emilio Sánchez                        | 6–4, 6–3                              |
| 1995 | Rodolphe Gilbert (2)                  | Emilio Sánchez                        | 7–6, 7–6                              |
| 1994 | Rodolphe Gilbert (1)                  | Markus Zoecke                         | 6–2, 6–4                              |
| 1993 | Alex Antonitsch                       | Jordi Burillo                         | 6–3, 6–3                              |
| 1992 | Guillaume Raoux                       | Jörn Renzenbrink                      | 7–6, 7–6                              |
| 1991 | Javier Sánchez                        | Francisco Montana                     | 6–3, 6–2                              |
| 1990 | Emilio Sánchez                        | Francisco Clavet                      | 6–3, 2–6, 7–5                         |
| 1989 | Sergio Casal                          | Martín Jaite                          | 6–3, 6–4                              |
| 1988 | José Manuel Clavet (2)                | Francisco Clavet                      | 6–3, 7–5                              |
| 1987 | Víctor Pecci                          | Hugo Chapucu                          | 6–2, 6–1                              |
| 1986 | José Manuel Clavet (1)                | Roberto Sancha                        | 6–4, 6–1                              |

### Doppio maschile
| Anno | Campioni                                        | Finalisti                                     | Punteggio                             |
| ---- | ----------------------------------------------- | --------------------------------------------- | ------------------------------------- |
| 2025 | Matías Soto Federico Zeballos                   | Arthur Reymond Luca Sanchez                   | 3–6, 7–6(5), [16–14]                  |
| 2024 | Dan Added (2) Arthur Reymond                    | Alexander Donski Tiago Pereira                | 6–4, 6–3                              |
| 2023 | Dan Added (1) Pierre-Hugues Herbert             | Francis Casey Alcantara Sun Fajing            | 4–6, 6–3, [12–10]                     |
| 2022 | Nicolás Álvarez Varona Iñaki Montes de la Torre | Benjamin Lock Courtney John Lock              | 7–6(3), 6–3                           |
| 2021 | Robert Galloway Alex Lawson                     | JC Aragone Nicolás Barrientos                 | 7–6(8), 6–4                           |
| 2020 | Annullato per pandemia di Coronavirus           | Annullato per pandemia di Coronavirus         | Annullato per pandemia di Coronavirus |
| 2019 | Sander Arends David Pel                         | Orlando Luz Felipe Meligeni Alves             | 6–4, 7–6(3)                           |
| 2018 | Andrés Artuñedo David Pérez Sanz                | Matías Franco Descotte João Monteiro          | 6(3)–7, 6–3, [10–6]                   |
| 2017 | Adrián Menéndez Maceiras Serhij Stachovs'kyj    | Roberto Ortega Olmedo David Vega Hernández    | 4–6, 6–3, [10–7]                      |
| 2016 | Purav Raja Divij Sharan                         | Quino Muñoz Akira Santillan                   | 6–3, 4–6, [10–8]                      |
| 2015 | Aleksandr Kudrjavcev (2) Denys Molčanov         | Alexander Bury Andreas Siljeström             | 6–2, 6–4                              |
| 2014 | Victor Baluda Aleksandr Kudrjavcev (1)          | Brydan Klein Nikola Mektić                    | 6–2, 4–6, [10–3]                      |
| 2013 | Ken Skupski Neal Skupski                        | Michail Elgin Uladzimir Ihnacik               | 6–3, 6(4)–7, [10-6]                   |
| 2012 | Stefano Ianni Florin Mergea                     | Konstantin Kravčuk Frank Moser                | 6–2, 6–3                              |
| 2011 | Johan Brunström Frederik Nielsen                | Nicolas Mahut Lovro Zovko                     | 6–2, 3–6, [10–6]                      |
| 2010 | Thiago Alves Franco Ferreiro                    | Brian Battistone Harsh Mankad                 | 6–2, 5–7, [10–8]                      |
| 2009 | Nicolas Mahut Édouard Roger-Vasselin            | Serhij Stachovs'kyj Lovro Zovko               | 6(4)–7, 6–3, [10–8]                   |
| 2008 | Ross Hutchins Jim Thomas                        | Jaroslav Levinský Filip Polášek               | 7–6(3), 3–6, [10–8]                   |
| 2007 | Rohan Bopanna Aisam-ul-Haq Qureshi              | Michel Kratochvil Gilles Müller               | 7–6(8), 6–3                           |
| 2006 | Paul Baccanello Chris Guccione                  | Johan Landsberg Filip Prpic                   | 6–3, 7–6(2)                           |
| 2005 | Marcel Granollers Álex López Morón              | Daniele Bracciali Uros Vico                   | 6–4, 6–2                              |
| 2004 | Igor' Kunicyn Vladimir Volčkov                  | Daniel Muñoz de la Nava Iván Navarro          | 3–6, 6–3, 6–2                         |
| 2003 | Ota Fukárek Tripp Phillips                      | Jean-François Bachelot Emilio Benfele Álvarez | 6–4, 7–6(8)                           |
| 2002 | Tim Crichton Todd Perry                         | Karol Beck Sander Groen                       | 5–7, 7–6(3), 6–4                      |
| 2001 | Wesley Moodie Shaun Rudman                      | Neville Godwin Marcos Ondruska                | 7–6(5), 6–3                           |
| 2000 | Ashley Fisher Jason Weir-Smith                  | Jordan Kerr Damien Roberts                    | 7–6(5), 6–1                           |
| 1999 | Roger Federer Sander Groen                      | Ota Fukárek Alejandro Hernández               | 6–4, 7–6                              |
| 1998 | Radek Štěpánek Tomáš Zíb                        | José Antonio Conde Ruben Fernandez-Gil        | 6–3, 7–6                              |
| 1997 | João Cunha e Silva Nuno Marques                 | Juan Ignacio Carrasco Brian Eagle             | 6–7, 6–2, 6–4                         |
| 1996 | Jordi Burillo Emilio Sánchez (2)                | José Antonio Conde Nuno Marques               | 6–4, 7–5                              |
| 1995 | Rodolphe Gilbert (2) Guillaume Raoux            | Sergio Casal Emilio Sánchez                   | 6–4, 6–3                              |
| 1994 | Rodolphe Gilbert (1) Stéphane Simian            | Sergio Casal Emilio Sánchez                   | 6–4, 3–6, 7–6                         |
| 1993 | Juan Ignacio Carrasco Mark Petchey              | Maurice Ruah Roger Smith                      | 6–2, 7–5                              |
| 1992 | Michael van der Berg Joost Wijnhoud             | Nduka Odizor Roberto Saad                     | 7–6, 7–6                              |
| 1991 | Francisco Clavet Javier Sánchez                 | Juan Carlos Báguena José Manuel Clavet        | 7–6, 6–2                              |
| 1990 | Fernando García Lleó Jesus Manteca              | Francisco Clavet Javier Sánchez               | 4–6, 6–3, 7–6                         |
| 1989 | Sergio Casal Emilio Sánchez (1)                 | Francisco Clavet Javier Sánchez               | 7–6, 5–7, 6–4                         |
| 1988 | Hugo Chapucu Juan Antonio Rodriguez             | Francisco Clavet José Manuel Clavet           | 6–4, 7–5                              |
| 1987 | Aniceto Álvarez Ernesto Vázquez                 | Víctor Pecci Hugo Chapucu                     | 1–6, 6–3, 8–6                         |
| 1986 | Roberto Sanchez Fernando Triviño                | Francisco Clavet Angel Fuentetaja             | 6–4, 2–6, 6–3                         |

### Singolare femminile
| Anno | Campionessa                           | Finalista                             | Punteggio                             |
| ---- | ------------------------------------- | ------------------------------------- | ------------------------------------- |
| 2024 | Yasmine Mansouri                      | Lia Karatancheva                      | 6–2, 6(5)–7, 7–5                      |
| 2023 | Maria Bondarenko                      | Ekaterina Reyngold                    | 6(4)–7, 6–0, 6–0                      |
| 2022 | Mirra Andreeva                        | Eva Guerrero Alvarez                  | 6–4, 6–2                              |
| 2021 | Non disputato                         | Non disputato                         | Non disputato                         |
| 2020 | Annullato per pandemia di Coronavirus | Annullato per pandemia di Coronavirus | Annullato per pandemia di Coronavirus |
| 2019 | Arantxa Rus                           | Julia Terziyska                       | 6–4, 6–1                              |
| 2018 | Liudmila Samsonova                    | Başak Eraydın                         | 6–2, 6–0                              |
| 2017 | Paula Badosa Gibert                   | Ayla Aksu                             | 6–2, 6–4                              |
| 2016 | Jessika Ponchet                       | Rocío de la Torre Sánchez             | 6–4, 6–2                              |
| 2015 | Rocío de la Torre Sánchez             | Clothilde de Bernardi                 | 6–4, 3–6, 6–4                         |

### Doppio femminile
| Anno | Campionesse                                        | Finaliste                                      | Punteggio                             |
| ---- | -------------------------------------------------- | ---------------------------------------------- | ------------------------------------- |
| 2024 | Lia Karatancheva Radka Zelnickova                  | Alexandra Osborne Anna Rogers                  | 2–6, 6–3, [10–3]                      |
| 2023 | Rasheeda McAdoo Alexandra Osborne                  | Yeonwoo Ku Diana Marcinkevica                  | 6–4, 6–3                              |
| 2022 | Eudice Chong Hong Yi Cody Wong                     | Verena Meliss Eliessa Vanlangendonck           | 6–4, 6–1                              |
| 2021 | Non disputato                                      | Non disputato                                  | Non disputato                         |
| 2020 | Annullato per pandemia di Coronavirus              | Annullato per pandemia di Coronavirus          | Annullato per pandemia di Coronavirus |
| 2019 | Marina Bassols Ribera (2) Feng Shuo                | Alexandra Bozovic Shalimar Talbi               | 7–5, 7–6(4)                           |
| 2018 | Marina Bassols Ribera (1) Olga Parres Azcoitia (2) | Tamara Čurović Başak Eraydın                   | 7–5, 6–4                              |
| 2017 | Quinn Gleason Luisa Stefani                        | Ayla Aksu Bibiane Schoofs                      | 6–3, 6–2                              |
| 2016 | Charlotte Römer Sarah-Rebecca Sekulic              | Jessika Ponchet Ioana Loredana Roșca           | 6–2, 7–6(4)                           |
| 2015 | Olga Parres Azcoitia (1) Camilla Rosatello         | Arabela Fernández Rabener Francesca Stephenson | 6–1, 6–2                              |